# ابن إفريقيا (فلم)
ابن أفريقيا هو فيلم تشويق وإثارة مصري - نيجيري من إخراج حلمي رفلة وتأليف سيد المغربي وبطولة نبيلة عبيد، نوال أبو الفتوح، مديحة كامل، سيد المغربي وفونزو أديولو، صدر الفيلم في 15 فبراير 1970. صُور الفيلم في لاغوس وتم دبلجة حوار الممثلين النيجريين للعربية.
كان غطائا عن العملية المشهورة الملقبة بالحفار في نيجيريا

## نبذة
رجل شرطة من أفريقيا يتولى مهمة القبض على عصابة مكونه من نساء تخصصت في تهريب المخدرات والقتل فيتنكر في شخصية رجل أعمال ويتعرف على أحد افراد العصابة.

## طاقم العمل
- نبيلة عبيد بدور جين
- نوال أبو الفتوح بدور مارسيال
- مديحة كامل بدور كيتي
- سيد المغربي بدور أببو
- فونزو أديولو بدور ستيف - ابن أفريقيا

## وصلات خارجية
- مقالات تستعمل روابط فنية بلا صلة مع ويكي بيانات